# Pamela Kruse
Pamela „Pam“ Jean Kruse, nach Heirat Pamela Phelps, (* 3. Juni 1950 in Miami) ist eine ehemalige Schwimmerin aus den Vereinigten Staaten. Sie erschwamm bei den Olympischen Spielen 1968 in Mexiko-Stadt eine Silbermedaille über 800 Meter Freistil. Bei den Panamerikanischen Spielen 1967 gewann sie zwei Goldmedaillen und eine Silbermedaille.

## Sportliche Karriere
Pamela Kruse schwamm für die Fort Lauderdale Swimming Association. Sie stellte während ihrer Karriere mehrere Weltrekorde auf, einen über 200 Meter Freistil und zwei über 400 Meter Freistil.
Bei den Panamerikanischen Spielen 1967 in Winnipeg siegte sie über 200 Meter Freistil vor den Kanadierinnen Marion Lay und Angela Coughlan. Über 400 Meter Freistil gewann Kruses Landsfrau Debbie Meyer vor Kruse und Coughlan. Ihre zweite Goldmedaille gewann Kruse mit der 4-mal-100-Meter-Freistilstaffel.
Bei den olympischen Schwimmwettbewerben 1968 in Mexiko-Stadt trat Kruse nur auf den beiden langen Freistilstrecken an. Über 400 Meter Freistil erreichte Kruse das Finale mit der fünftschnellsten Zeit. Im Finale siegte Debbie Meyer vor Linda Gustavson, die ebenfalls für die Vereinigten Staaten antrat. Hinter den beiden Schwimmerinnen aus den Vereinigten Staaten erschwamm die Australierin Karen Moras die Bronzemedaille mit 0,2 Sekunden Vorsprung auf Pamela Kruse. Über 800 Meter Freistil qualifizierte sich Kruse ebenfalls mit der fünftschnellsten Vorlaufzeit. Im Finale siegte Debbie Meyer mit zehn Sekunden Vorsprung. Kruse hatte als Zweitplatzierte fast drei Sekunden Vorsprung auf die Mexikanerin María Teresa Ramírez, die die Bronzemedaille gewann.
Pamela Kruse besuchte zusammen mit Linda Gustavson die Michigan State University. 1973 graduierte Kruse, 1975 machte sie ihren Master und 1979 ihren Ph.D. Pamela Kruse heiratete später Dale Phelps und vertrieb mit ihm zusammen Sport- und Fitnessgeräte.